# شیشه‌بالیان
شیشه‌بالیان (نام علمی: Sesiinae) نام یک زیرخانواده از خانواده شاپرک‌های بال‌شیشه‌ای است.